# Амантогай
Амантога́й (каз. Амантоғай) — село у складі Амангельдинського району Костанайської області Казахстану. Адміністративний центр Амантогайського сільського округу.
Населення — 748 осіб (2021; 1001 у 2009, 1276 у 1999, 1678 у 1989).